# Bring Ya to the Brink
Cet article possède un paronyme, voir The Brink.
Albums de Cyndi Lauper
The Body Acoustic
(2005) Floor Remixes
(2009)
Singles
Bring Ya to the Brink est le neuvième album studio de la chanteuse américaine Cyndi Lauper, sorti le 27 mai 2008 aux États-Unis, avec une tournée mondiale durant l'été. L'album est une collection orientée dance avec des collaborations de Basement Jaxx, Richard Morel, Max Martin et Kleerup, entre autres. Considéré comme le meilleur ensemble de matériel original de Cyndi ces dernières années, le Songwriters Hall of Fame a considéré la chanson de l'album High and Mighty comme l'une des chansons clés et l'album a reçu une nomination pour le Grammy Award du meilleur album Dance / Électronique. en 2009. La chanson Set Your Heart est sortie en tant que single promotionnel au Japon au début de 2008 et Same Ol' Story a été le premier single officiel sorti dans le monde le 6 mai 2008, alors que  Into the Nightlife est sorti en tant que deuxième single officiel.
L'album est la dernière sortie à ce jour de matériel original de Cyndi Lauper en plus d'être son dernier pour Epic Records, son label depuis son premier album en 1983 She's So Unusual. Cet article a été traduit de l'anglophone, d'après le Wikipedia consacré à l'album Bring ya to the Brink de Cyndi Lauper. 

## Informations sur l'album
Cyndi a visité l'Angleterre et la Suède au début de 2007 où elle a écrit des chansons avec des artistes de danse tels que The Scumfrog, Basement Jaxx, Digital Dog, Dragonette, Kleerup et Axwell. Elle a également écrit et produit trois des chansons de l'album avec le DJ de Washington DC Richard Morel. La direction artistique de l'album a été attribuée à Cyndi Lauper, Sheri Lee et Meghan Foley, avec des photographies de Stefanie Schneider.

## Visite et promotion
Pour promouvoir l'album, Cyndi a fait le tour du monde en 2008. Elle s'est lancée dans le Bring Ya to the Brink World Tour pour promouvoir l'album dans des pays en dehors des États-Unis: le spectacle s'est déplacé en Australie au printemps 2008 et au Japon, en Europe et en Amérique du Sud à l'automne de cette même année. Aux États-Unis, elle est partie en tournée durant l'été avec la tournée True Colours 2008 pour y promouvoir l'album.
L'album classé au n ° 7 sur les dix meilleurs albums du magazine Attitude de 2008 et est également entré au n ° 8 sur les meilleurs albums pop d'Amazon de 2008. 
"Echo" a été présenté dans l'épisode de Gossip Girl "Bonfire of the Vanity", dans lequel Cyndi a fait une apparition à la célébration du 18e anniversaire de Blair Waldorf. "High and Mighty" était dans un épisode de Ugly Betty.
Elle a chanté Into the Nightlife en direct sur The Graham Norton Show, dans l'épisode 2 de la série 4, diffusé pour la première fois le 9 octobre 2008.

## Chansons
| No  | Titre              | Durée |
| --- | ------------------ | ----- |
| 1.  | High and Mighty    | 4:43  |
| 2.  | Into the Nightlife | 4:00  |
| 3.  | Rocking Chair      | 3:39  |
| 4.  | Echo               | 3:55  |
| 5.  | Lyfe               | 3:38  |
| 6.  | Same Ol' Story     | 5:54  |
| 7.  | Raging Storm       | 5:23  |
| 8.  | Lay Me Down        | 3:28  |
| 9.  | Give It Up         | 3:23  |
| 10. | Set Your Heart †   | 3:42  |
| 11. | Grab a Hold        | 3:27  |
| 12. | Rain on Me         | 4:24  |

## Personnel
Selon le livret inclut avec l'album :
- Cyndi Lauper : Chant, production
- Knox Chandler : Guitares (6, 7, 10, 11)
- Richard Morel: Guitares, claviers (6, 7, 10)
- Steve Gaboruy : Claviers (5, 11)
- Dan Kurtz : Claviers (11)
- Roger Fife : Synthétiseurs (5)
- William Wittman : Guitare, basse, synth bass (11)
- Dave Finnell : Trompette (6, 7, 10)
- Craig Considine : Trombone (6, 7, 10)
- Martina Sorbara : Chœurs (11)
- Sammy Merendino : Batterie (5)
- Machine à rythmes (Drum Machine) : Percussions (Partout sauf sur 5)